# Шавлія ефіопська
Шавлія ефіопська (Salvia aethiopis) — вид рослин з роду шавлія.

## Народні назви

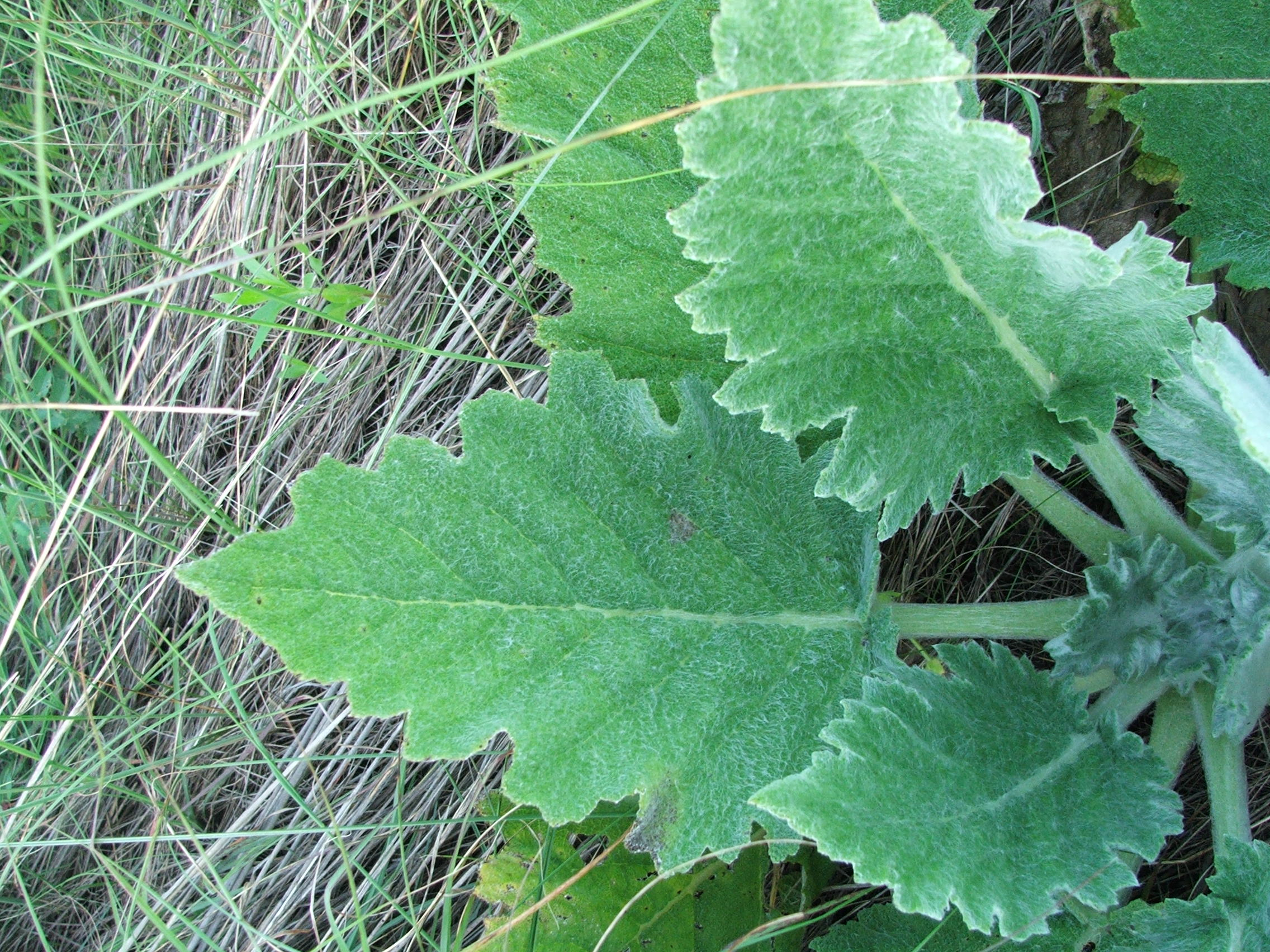
Листя шавлії ефіопської

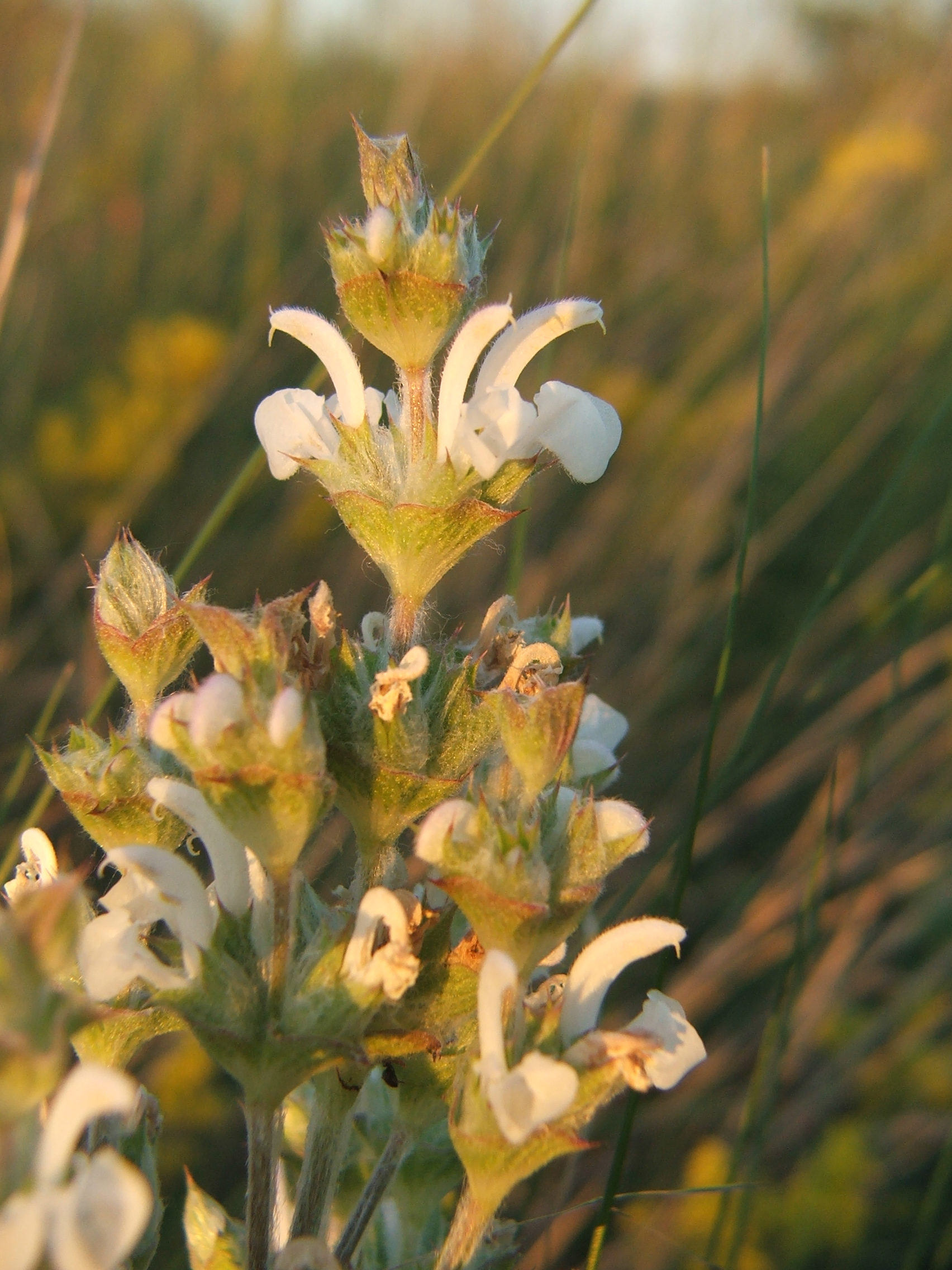
Квіти шавлії ефіопської

Ведмеже ухо; верблюже ухо; зивина; ранник; сметанка-трава; шавлія угорська; бабки; буквиця; вухо заяче; вухо свиняче; вушко ведмеже; дивина; діди; лапа медвежа; окіст; перекотиполе; пушан; растопшник;

## Морфологія
Дворічна, іноді багаторічна рослина. Коріння міцне, здерев'яніле. Стебло висотою 25-100 см, товсте, пірамідально розгалужене, разом з листям білошорстисте від зірчастих волосків. Нижнє листя зібране в прикореневу розетку, численне, з черешком, листова пластина яйцеподібна або еліптично-ромбічна, біля основи неглибоко-серцеподібна або коротко-клиноподібна, по краю нервнозубчата, середні і верхні листя дрібніші, короткочерешкові або сидячі. Квітки по 6-10 зібрані в розставлені мутовки; вінчик двогубий, білий. Цвіте в травні-червні. Плоди яйцеподібно-трикутні горішки з тупими ребрами, дозрівають в липні-серпні.

## Екологія
Росте на степових і кам'янистих схилах, як бур'ян на полях у доріг.

## Поширення

### Азія
Західна Азія: Іран, Туреччина
Кавказ: Вірменія, Азербайджан, Грузія, Росія — Передкавказзя, Дагестан
Середня Азія: Таджикистан, Туркменістан

### Європа
Середня Європа: Австрія, Чехія, Словаччина, Угорщина
Східна Європа: Молдова, Україна
Південно-Східна Європа: Болгарія, країни колишньої Югославії, Греція, Італія, Румунія
Південно-Західна Європа: Франція, Португалія, Іспанія

### Інші місця
Інтродукована в Північній Америці.

### Україна
Зустрічається звичайно в південних лісостепових і степових районах України і в Криму.

## Хімічний склад
Рослина містить ефірну олію.

## Використання
Листя застосовували в народній медицині як засіб від пітливості у хворих на туберкульоз легенів, при кровохарканні. Медонос.